# Comté de Webster (Kentucky)
Pour les articles homonymes, voir Comté de Webster.
Le comté de Webster est un comté de l'État du Kentucky, aux États-Unis. Son siège est situé à Dixon et sa plus grande ville est Providence.

## Histoire
Fondé en 1860, le comté a été nommé d'après Daniel Webster, homme d'État américain.